# Родня (телесериал)
«Родня» (англ. Kin) — ирландский телесериал, создателями выступили Питер Маккенна и Кьяран Доннелли. Транслируется на телеканалах RTÉ и AMC.

## Сюжет
Сюжет сериала построен вокруг вымышленной дублинской семьи Кинселла, втянутой в бандитскую войну с кланом Каннингемов.
В новостных статьях говорилось, что сюжет сериал вдохновлён бандой Кинахана (подчеркивается, что название сериала совпадает с первыми тремя буквами Кинахана) и враждой Хатча и Кинахана. Один из «инсайдеров» говорит: «Это не история Кинаханов, но люди могут делать свои собственные выводы. Зрители смогут составить собственное мнение по этому поводу».

## В ролях
- Чарли Кокс — Майкл Кинселла
- Клэр Данн — Аманда Кинселла
- Эйдан Гиллен — Фрэнк Кинселла
- Эммет Дж. Сканлан — Джимми Кинселла
- Мария Дойл-Кеннеди — Бриджит «Бёрди» Гоггинс
- Сэм Кили — Эрик Кинселла «Викинг»
- Ясмин Секи — Никита Мёрфи
- Киаран Хайндс — Эймон Каннингем

## Производство
О сериале стало известно в ноябре 2020 года, соавтор Питер МакКенна стал также шоураннером, а Диармуид Гоггинс — режиссёром первых четырёх эпизодов. В феврале появилась информация, что Тесса Хоффе станет режиссёром следующих эпизодов.
В актёрский состав вошли Эйдан Гиллен, Чарли Кокс, Клэр Данн, Мария Дойл-Кеннеди, Эммет Дж. Сканлан, Сэм Кили и Киаран Хайндс.
Съёмки сериала начались в ноябре 2020 года в Дублине, Ирландия.

## Восприятие
На сайте Rotten Tomatoes сериал имеет рейтинг 100 %, основанный на отзывах 5 критиков.
Алекс МакЛеви из The A.V. Club поставил сериалу оценку B- и написал: «Это просто возможность посмотреть, как несколько талантливых актёров делают то, что они делают, очень хорошо, с историей, которая скользит по экрану в увлекательной, но неоригинальной манере».